# L.J. Veen

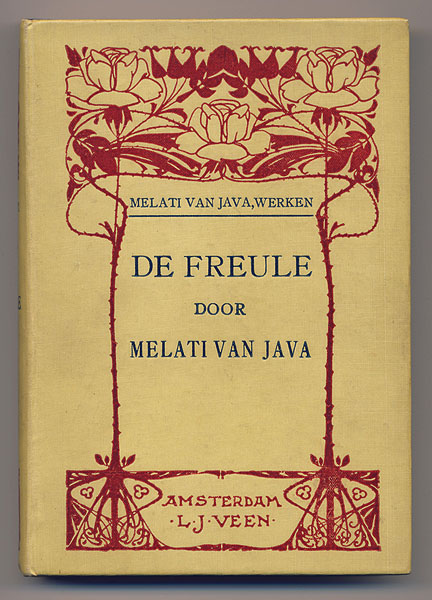
Boekomslag van De freule. 3e druk, ca. 1915. Auteur: Melati van Java. Bandontwerp: L.W.R. Wenckebach

L.J. Veen was een Nederlandse uitgeverij. De uitgeverij werd opgericht door Lambertus Jacobus Veen (1863-1919) in 1887 en maakte naam met de publicatie van het werk van Louis Couperus en Stijn Streuvels. L.J. Veen maakte gebruik van destijds moderne verkooptechnieken zoals reclame-acties en promotie-uitgaven, en vroeg bekende kunstenaars voor de vormgeving, zoals H.P. Berlage, Johan Braakensiek, Chris Lebeau, Richard Roland Holst en Jan Toorop. De boekbanden van Louis Couperus zijn beroemd gebleven. Doordat de correspondentie en de boekhouding van het bedrijf grotendeels bewaard is gebleven is te zien hoeveel tijd en geld Veen in de relaties met zijn schrijvers investeerde.
Toen in 2005 de uitgeverij Nieuw Amsterdam werd opgericht, vertrokken nogal wat schrijvers en redacteuren van L.J. Veen naar de nieuwe uitgeverij, zoals Karel Glastra van Loon, Mart Smeets en Huub Oosterhuis. Ook het tijdschrift Hard gras ging over naar de nieuwe uitgeverij.
De uitgeverij fuseerde in 2012 met drie andere uitgeverijen tot Atlas Contact, dat deel uitmaakt van het uitgeefconcern VBK (Veen Bosch & Keuning Uitgeversgroep). Onder de naam 'L.J. Veen' worden er binnen Atlas Contact nog steeds uitgaven gedaan. Het fonds omvat een groot aantal literaire klassieken, waaronder het werk van Louis Couperus, Gustave Flaubert en Charles Dickens en ook eigentijdse Nederlandse fictie en non-fictie van schrijvers als Willem Brinkman, Nicolet Steemers, Joost Prinsen en Frank Ketelaar, literaire sportschrijvers als Bert Wagendorp, Hugo Borst, Wilfred Genee, Erik Brouwer en Bert Hiddema en journalisten als Kustaw Bessems, Gawie Keyser en Kees Beekmans.
Ook het wielertijdschrift De Muur werd door Veen uitgegeven.